# Been a Son
Been a Son – utwór amerykańskiego grunge'owego zespołu Nirvana. Napisany został przez Kurta Cobaina i Krista Novoselica w 1988 roku. Opowiada o niechcianych dzieciach - dziewczynkach. 

## Inne wersje
- Utwór znalazł się na minialbumie Blew, wydanym w 1989. Producentem tego wydawnictwa jest Steve Fisk.

- W 1992 utwór został umieszczony na stronie B singla Lithium w wersji na żywo.

- Również w 1992 roku utwór został umieszczony na albumie Incesticide, którego producentem został Miti Adhikari.

- Na albumie From the Muddy Banks of the Wishkah, wydanym w 1996 została umieszczona wersja koncertowa tego utworu. Znalazła się ona na DVD Live! Tonight! Sold Out!! jako specjalny dodatek.

- W 2002 utwór znalazł się na albumie z największymi przebojami - Nirvana.

## Covery
Manic Street Preachers na albumie Lipstick Traces (A Secret History of the Manic Street Preachers)